# Terminal (2018)
Terminal is een Brits-Iers-Hongaars-Amerikaanse misdaadfilm uit 2018, geschreven en geregisseerd door Vaughn Stein.

## Verhaal
Twee huurmoordenaars worden goed betaald door een mysterieuze werkgever voor een risicovolle en levensgevaarlijke missie. Terwijl ze de missie voorbereiden, ontmoeten ze femme fatale Annie die meer betrokken is bij hun missie dan ze vermoeden.

## Rolverdeling
| Acteur          | Personage            |
| --------------- | -------------------- |
| Margot Robbie   | Annie                |
| Simon Pegg      | Bill                 |
| Dexter Fletcher | Vince                |
| Max Irons       | Alfred               |
| Mike Myers      | Clinton/Mr. Franklin |

## Productie
In mei 2016 werd aangekondigd dat Simon Pegg en Mike Myers de cast vervoegden samen met Margot Robbie, Max Irons en Dexter Fletcher in de debuutspeelfilm van Vaughn Stein. De filmopnamen gingen in mei 2016 van start in Hongarije.